# Bryonycta boursini
Bryonycta boursini là một loài bướm đêm trong họ Noctuidae.